# Пісківська волость (Лохвицький повіт)

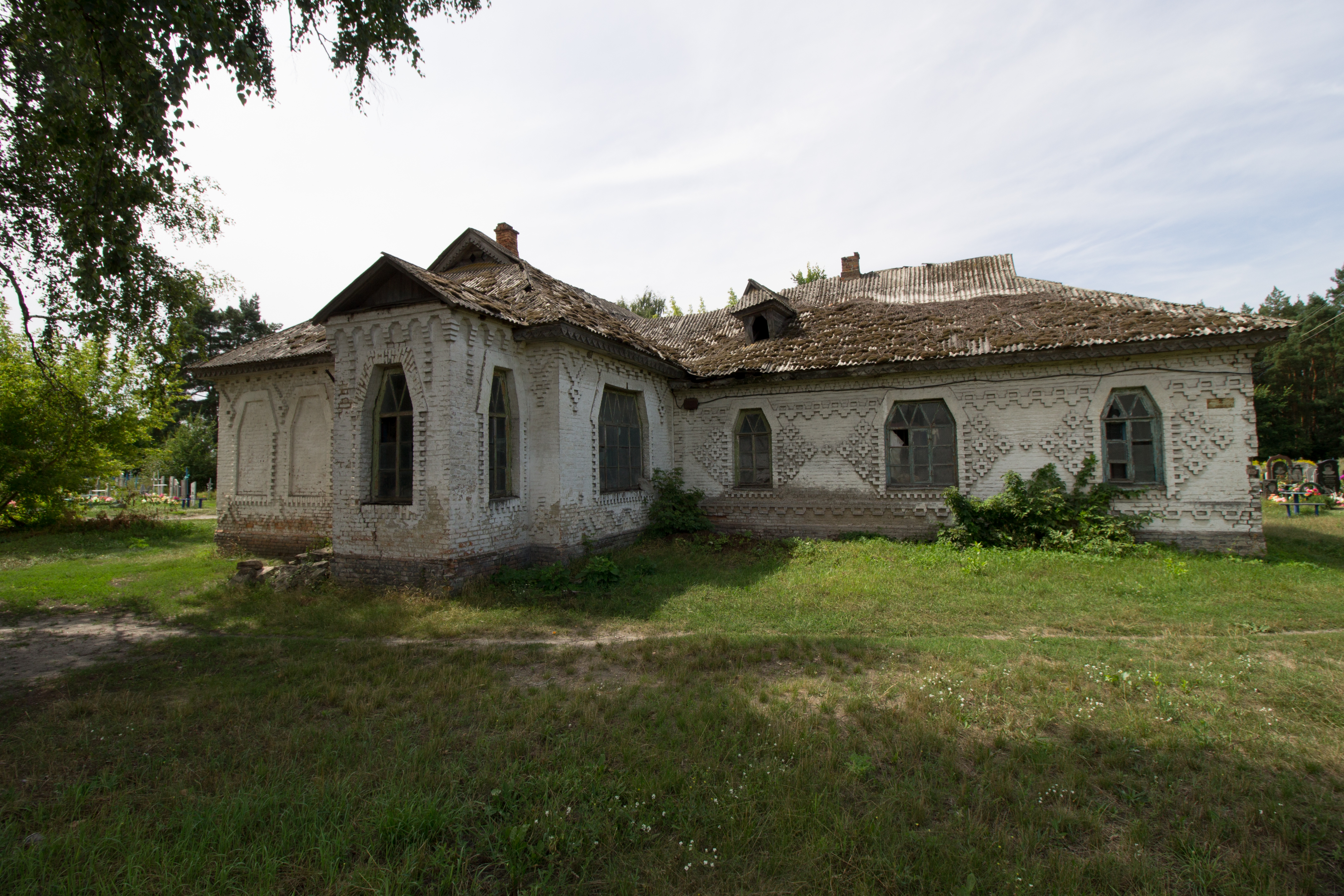
Будівля колишньої земської школи у селі Піски. Серпень 2019 р.

Пісківська волость — адміністративно-територіальна одиниця Лохвицького повіту Полтавської губернії з центром у селі Піски.
Станом на 1885 рік — складалася з 10 поселень, 19 сільських громад. Населення 10286 — осіб (4945 осіб чоловічої статі та 5341 — жіночої), 1856 дворових господарств.
Основні поселення волості:
- Піски — колишнє державне та власницьке село при річці Сула за 14 верст від повітового міста, 544 двори, 3090 мешканців, православна церква, школа, ренськовий погріб, 4 постоялих будинки, 2 лавки, базар по вівторкам і суботам, 3 ярмарки, 4 кузні, 37 вітряних млинів, 3 маслобійних заводи.
- Бодаква — колишнє державне та власницьке село при річці Сула, 565 дворів, 2998 мешканців, православна церква, 2 постоялих будинки, лавка, базар по середам, кузня, 33 вітряні млини, 4 маслобійні і винокурний завод.
- Гамолпіївка (Гамаліївка) — колишнє власницьке село, 88 дворів, 511 мешканців, православна церква, постоялий будинок, 3 кузні, 7 вітряних млинів, маслобійний завод.
- Токарі — колишнє державне та власницьке село при річці Артополот, 339 дворів, 1757 мешканців, православна церква, 3 постоялих будинки, кузня, 1 водяний і 24 вітряні млинів, 6 маслобійних заводів.
- Хрулі — колишнє державне та власницьке селище при річці Сула, 106 дворів, 584 мешканців, постоялий будинок, 5 кузень, 5 водяних і 3 вітряні млини, шкіряний завод.

Старшинами волості були:
- 1900 року козак Петро Федорович Наталенко[2];
- 1904 року козак Лука Мусійович Квач[3];
- 1913—1915 роках Мартин Федорович Кривобок[4],[5].